# Szent Benedek-medál
A Szent Benedek-medál (Szent Benedek érem, Szent Benedek keresztje) a római katolikus egyház egyik szentelménye, melyre rá vannak vésve egy verses ima szavainak kezdőbetűi. A versek először egy XIV. századi miniaturán fordulnak elő. Számos hatást tulajdonítanak a Medálnak: gyógyulások,hit megerősödése, védelem a gonosz ellen, kegyes halál (szentségben)... A Szent Benedek Medál nem talizmán, nem mágikus tárgy, hanem olyan eszköz, amely az Egyház hite szerint, mint szentelmény, segíti a híveket megszentelődésük útján, oltalmat nyújt a gonosz hatalmak támadása ellen. Hatása Krisztus segítségül hívásán alapszik, amit Szent Benedek közbenjárása által kérnek.

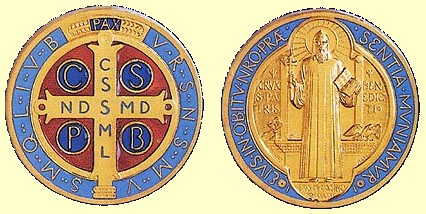
A Szent Benedek medál

## Nursiai Szent Benedek
Nursiai Szent Benedeket (Itália, 480-543), Szent Skolasztika ikertestvérét, a nyugati szerzetesség pátriárkájának tartják, az ő „Szent Regulája” - melyet jogosan tekintenek az európai civilizáció létrejötte egyik legfontosabb tényezőjének - a nyugati szerzetesi közösségek szervezésének alapja. Az ő ihlete szerint a keresztény életnek és különösképpen a szerzetesi életnek a lényege a szemlélődéssel egyesített cselekedet, ez a következő mottóban foglalható össze: „ORA ET LABORA!” - „Imádkozz és dolgozz!”. Ezért is egyesül a Benedek-rend emblémájában a Kereszt, a Könyv és az Eke. VI. Pál pápa 1964-ben Európa fővédőszentjének nyilvánította. Nagy Szent Gergely pápa beszámol Szent Benedek ördögűző tevékenységéről, amivel ő az ősi ellenséget felismeri és feltartóztatja abban, hogy káros hatását kifejtse, és két ízben említ közvetlen ördögűzést.

## A medál jelképei és feliratai

### Előoldala
Az előoldal a szentet ábrázolja, amint jobb kezében a keresztet tartja, bal kezében nyitott könyv van: a Szentírás által ihletett Regula (szerzetesi szabályzat). Az ő jobbján egy serleg (méregpohár) látható, amelyből egy vipera kúszik ki, miután keresztet vetett rá. A balján egy holló készül elrepülni a mérgezett kenyérrel.
Szent Benedek alakjának két oldalán olvasható:
CRUX SANCTI PATRIS BENEDICTI – SZENT BENEDEK ATYA (Atyánk) KERESZTJE

#### Háttérismeret
A Medál jelképrendszerének megértéséhez a következő dolgokat kell tudni Szent Benedek életéről: abban az időben, mikor remeteként élt egy Subiaco melletti barlangban, mivel szentségét hamar felfedezték, egy közeli vallási közösség, melynek meghalt a rendfőnöke, megkérte, hogy vegye át a vezetésüket. Egyeseknek viszont nem tetszett az az aszkézissel és vezekléssel teli élet, amelyet Benedek megkövetelt, és megkísérelték megölni: Vicovaróban mérgezett bort és kenyeret kínáltak neki. Szent Benedek a kereszt jelével áldotta meg a feléje nyújtott méregpoharat, mire az szétpattant, egy holló meg elrepült a kenyérrel. Benedek elhagyta őket, visszatért a barlangjába, és mivel sok ifjú gyűlt köréje, aki követni akarta őt, idővel megalapította a rendet, amely a nevét viseli (bencések). 529-ben létrehozta a rend legfontosabb anyaházát, a Monte Cassino hegyén, Itáliában. 

#### Szent Benedek Jubileumi Medálja
Szent Benedek születésének 1400 éves jubileumára 1880-ban a montecassinói apát emlékérmet veretett: Szent Benedek Jubileumi Medálját. A Medálnak jelenleg talán az egész világon ez a legelterjedtebb változata. A Jubileumi Medálon Szent Benedek alakja körül a következő felirat olvasható:
EIUS IN OBITU NRO (nostro) PRAESENTIA MUNIAMUR – HALÁLUNKKOR VÉDELMEZZEN MEG JELENLÉTÉVEL
A szent alakja alatt ezek a szavak olvashatók:
Ex S. M. CASINO MDCCCLXXX – Casino Szent Hegyéről 1880

### Hátoldala (Benedek-pajzs)
A Benedek-pajzs a Nursiai Szent Benedeket ábrázoló érmek hátlapja. Rajta egy kereszt látható, mely Szent Benedeknek a szent kereszt iránti tiszteletére emlékeztet. Mellette és körbe iniciálék (szavak kezdőbetűi) olvashatók, ezek feloldása egy imádság szövegét adja.
A kereszt szárai között lévő négy mezőben (a kereszt szárainak találkozásánál) a következő betűk állnak:
C. S. P. B. (Crux Sancti Patris Benedicti) – Szent Benedek Atya (Atyánk) Keresztje
A kereszt függőleges szárán felülről lefelé:
C. S. S. M. L. (Crux Sacra Sit Mihi Lux) – A Szent Kereszt Legyen az Én Fényem (Világosságom)
A kereszt vízszintes szárán balról jobb felé olvasva:
N. D. S. M. D. (Non Draco Sit Mihi Dux) – Ne a Gonosz Legyen az Én Uram (Ne a sárkány legyen az én vezérem)
A Benedek-pajzson jobbról körben:
V R. S. (Vade Retro Satana!) – Távozz Tőlem, Sátán!
N. S. M. V. (Nunquam Suade Mihi Vana) – Nem Fogsz Soha Meggyőzni Hiábavalóságokkal (soha ne kísérts hiábavaló dolgokkal)
S. M. Q. L. (Sunt Mala Quae Libas) – Amit Nekem Mutatsz, az Rossz (rossz, amivel kínálsz)
I. V. B. (Ipse Venena Bibas) – Te Magad Idd Meg a Mérged
A kereszt felett: PAX – Béke (A Benedek-rendiek köszöntése és mottója). A bencés PAX felirat eredetileg egy Krisztus-monogram: XP volt, a Christos név kezdőbetűje.

#### Háttérismeret
A Benedek-pajzson található imák közül a körbe futók valószínűleg Szent Benedektől valók, a subiacói kísértés idejéből, a keresztben olvashatók pedig abból az időből, amikor kétszer is meg akarták mérgezni. A kis versek először egy 14. századi miniaturán fordulnak elő, melyen egy szerzetes a kereszttel űzi el a kísértést.

#### A medál imájának régi magyar formája
„A Szent Kereszt legyen fényem,
ne az ördög a vezérem!
Gonosz szellem, hordd el magad,
ne tukmáld rám hívságodat!
Elém ne tedd étkedet,
magad idd meg mérgedet!”

## A Békés Halál Keresztje

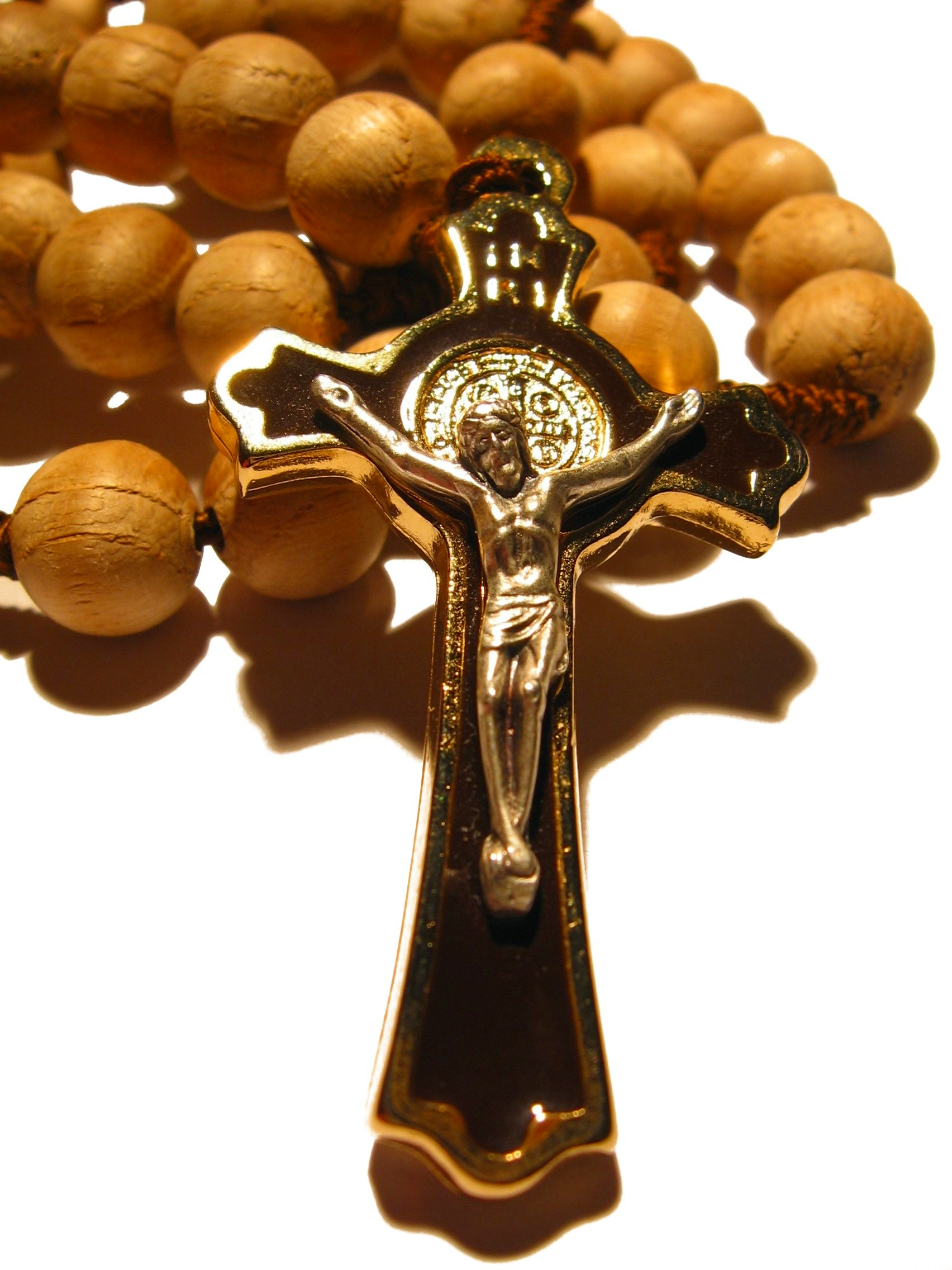
A Békés Halál Keresztje egy rózsafüzéren

Néha a Medál részét képezi egy Szent Feszületnek (Krisztus a kereszten ábrázolás), mégpedig a Corpus (Krisztus Teste) feje mögött. Ezt a feszületet „A Békés Halál Keresztje” néven ismerik, nemcsak a Medál exorcizáló (ördögűző) tulajdonsága és Krisztus Testének ábrázolása miatt, hanem Szent Benedek sajátos patronálása miatt, amely halálának körülményein alapszik. Nagy Szent Gergely pápa Dialógusainak II. könyvében leírja Szent Benedeknek az örökkévalóságba való átmenetét: „Megparancsolta a szerzeteseknek, hogy vigyék az oratóriumba, ott megerősítette magát magához vévén Megváltó Krisztus Urunk Testét és Vérét. Legyengült testét tanítványai támogatták, de azután saját lábán állt meg, és kezeit az ég felé emelte. És amint így imádkozott, kilehelte lelkét.” Teljes búcsú adatik, a szokott módon annak, aki halála órájában megcsókolja, megérinti vagy valamely módon tiszteli a Szent Keresztet, és felajánlja lelkét Istennek.

## A medál története
Szent Benedek medáljának eredete régre nyúlik vissza. Bizonyos, hogy már 1000 körül népszerű volt, tisztelete különösen Brúnó bencés szerzetes (a későbbi IX. Szent Leó pápa) felgyógyulása után terjedt el. Hivatalosan először XIV. Benedek pápa hagyta jóvá a Medált az 1741. december 23-án és az 1742 márciusában kiadott brévében, melyek szerint aki hittel hordja a Medált, búcsút nyer, ha a megszentelő kegyelem állapotában van (ez a katolikus hit szerint Isten kegyelméből, szentgyónás és áldozás, valamint a bűnöktől való távoltartás által nyerhető el), és ha imádkozik a Szentatya szándékára (például egy Hiszekegyet, egy Miatyánkot, egy Üdvözlégyet, egy Dicsőséget stb.). A Medál mindegyik változatának viselése búcsút eredményez. A Benedek-pajzs Németországból terjedt el, az Irgalmas Nővérek rózsafüzérükön hordják. A Benedek-pajzsot a nép kísértések, pestis és kolera ellen használta, az istállóban a bajok elhárítására falra akasztották, egerek ellen elásták a szántóföldben. Oly nagy erőt tulajdonítottak neki, hogy más szentek érméire is ráverték. A Zakariás-áldással kapcsolva különösen hatásosnak tartották pestis ellen. Ez az érem nagy segítségére volt a haldoklóknak. Évszázadok alatt sokan azt tapasztalták, hogy aki bizalommal viseli a Szent Benedek érmet, az védelmet élvez az ördögi támadások ellen, és védelmet kap a betegségek, a méreg, a veszély és mindenfajta támadás ellen. E kegyelmek elnyerésére elég, ha egy megáldott Szent Benedek érmet ájtatos és tiszteletteljes lelkülettel viselnek, a házban, az ajtókon vagy az autóban felakasztanak. Nem tartoznak hozzá meghatározott imák. A Medál (Feszülettel vagy anélkül) Római Szertartás szerinti megáldását bármelyik pap megteheti, bár a hagyomány azt ajánlja, hogy a pap Benedek-rendi legyen. Egyesek szerint a Benedek-pajzzsal vert Benedek érmek elterjedtségük tekintetében a 2. helyen állnak a Szűzanya érmek (pl. a Csodás Érem) mögött.